# Maléfique : Le Pouvoir du mal
Pour les articles homonymes, voir Maléfique.
Série
Maléfique
(2014)
Pour plus de détails, voir Fiche technique et Distribution.
Maléfique : Le Pouvoir du mal, ou Maléfique : Maîtresse du mal au Québec, (Maleficent: Mistress of Evil) est un film de fantasy américain sorti en 2019, réalisé par Joachim Rønning. Il fait suite à Maléfique de Robert Stromberg et met à nouveau en scène Angelina Jolie dans ce rôle.
Le film débute alors qu'Aurore, devenue reine de la Lande, veille sur ses sujets et les affaires de son nouveau royaume. Un jour, le prince Philippe du royaume voisin d'Ulsted lui demande sa main, ce qu'elle accepte. Reste à convaincre Maléfique et la mère du prince. Un repas est ainsi organisé, mais les tensions et sous-entendus de part et d'autre des deux camps ont raison de la rencontre. Tout porte à croire que Maléfique a lancé un sort sur le roi ; elle s'enfuit avec Diaval avant de se faire tirer dessus par une agente de la reine Ingrith. Alors que le mariage d'Aurore et Philippe s'organise, les deux royaumes sont au bord de la guerre.

## Synopsis
Trois braconniers quittent la ville d'Ulsted et traversent le fleuve pour se rendre dans la Lande. Ils ont pour mission de capturer certains des habitants, contre une récompense. Le plus jeune des trois grimpe sur le dos d'un de ses complices et tente d'attraper dans un arbre une petite créature semblable à un champignon. La créature le mord, s'échappe. Le jeune homme la pourchasse et finit par la capturer dans un champ de fleurs de fée. Il en cueille une. Ses deux comparses, restés près de l'arbre, se font attaquer par une créature avec des cornes. Les entendant crier, le jeune homme fuit et rejoint Ulsted. Il se présente au château pour remettre la petite créature à quelqu'un, qui récupère aussi la fleur de fée qu'il a ramenée avec lui.
Aurore est reine de la Lande et est très inquiète. Plusieurs habitants ont disparu. Elle évoque le problème devant ses amis, mais elle est perturbée par les habitants de la Lande qui sont tous excités. L'un d'entre eux, Pinto, lui dérobe sa couronne et joue avec. Aurore finit par la récupérer sous un arbre, alors rejointe par le prince Philippe. Constatant qu'il revêt sa tenue officielle, elle lui prête attention. Le prince la demande en mariage, ce qu'elle accepte, pour la plus grande joie du jeune homme et des habitants de la Lande. Philippe l'informe qu'ils doivent prévenir leurs parents respectifs, ce qui ne réjouit pas Aurore qui craint la réaction de Maléfique.
Philippe rejoint Ulsted aux côtés de son ami, le général Percival. Il l'informe qu'Aurore a accepté sa demande en mariage, mais le rabroue quand il parle des habitants de la Lande en des termes peu flatteurs. Il rejoint ensuite ses parents, qui viennent de recevoir le butin d'une nouvelle conquête, essentiellement des armes. Le roi Jean considère qu'il n'en ont pas besoin, mais sa femme, la reine Ingrith, n'est pas de cet avis. Philippe les informe que lui et Aurore sont fiancés. Ses parents le félicitent, et proposent d'organiser un dîner, Ingrith insistant pour que Maléfique soit présente.
Diaval, le corbeau, a assisté à la demande en mariage. Il s'envole prévenir Maléfique. En apprenant la nouvelle, celle-ci vole rejoindre Aurore et ne lui cache pas son hostilité quant à ce mariage. Aurore ne cède pas et informe Maléfique qu'elles sont attendues au château du roi car la reine veut faire la connaissance de celle qui a élevé Aurore. Plus tard, Maléfique, ayant cédée à l'invitation du roi et de la reine d'Ulsted, s'exerce à paraître plus chaleureuse. Aurore demande à sa marraine de cacher ses cornes pour rencontrer les parents de son amoureux. Maléfique accepte pour lui faire plaisir.
Le jour du dîner, Maléfique, Diaval et Aurore sortent de la Lande sur un pont de racine créé pour l'occasion. Les habitants d'Ulsted les voyant arriver, se mettent à hurler de peur et à courir. Dans un geste protecteur, Maléfique entoure Diaval et Aurore de ses ailes. Le général Percival, chargé de les accueillir, signifie à ses hommes que ceux qui désertent seront pendus, traduisant là la peur que suscite Maléfique. Après un salut de la tête, la petite délégation de la Lande traverse le jardin, direction le banquet.
Dans le château, Aurore est introduite la première, annoncée comme « reine de la Lande ». Maléfique et Diaval arrivent en décalés. Découvrant un ours, Diaval fait remarquer à Maléfique que cette dernière ne l'a jamais transformé ainsi. Ce commentaire insupporte Maléfique. Enfin présentés au roi et à la reine d'Ulsted, une première tension se produit lorsque le roi leur demande s'ils ont fait bon voyage.
Tous attablés, une seconde fausse note est créée par la présence de couverts en fer, mortels pour Maléfique. La reine l'invite donc à manger avec ses doigts. La conversation est lancée. Mais les tensions vont crescendo entre Maléfique qui parle des fées disparues dans la Lande, le général qui informe le roi de la disparition d'humains et du chat qui tente d'attaquer Diaval. Aurore et le roi parviennent à ramener le calme, mais la reine Ingrith, clamant que ce soir Aurore devient sa fille et qu'elle pourra connaître le véritable amour d'une mère, provoque la colère de Maléfique. Cette dernière projette une onde de son pouvoir, éteignant les lumières, repoussant les gardes. Gerda s'éclipse.
La reine Ingrith, vraisemblablement apeurée, se rapproche du roi. Mais le roi est soudain pris d'un malaise et s'écroule. La reine accuse Maléfique d'avoir jeté un sort au roi. Choquée, Aurore supplie sa marraine de le réveiller. Maléfique se défend d'y être pour quelque chose et invite Aurore à rentrer avec elle. Mais Aurore reste aux côtés du roi. Voyant cela, Maléfique et Diaval s'enfuient par la fenêtre. Du haut d'une tour, Gerda tire une balle de fer qui atteint la poitrine de Maléfique. Elle tombe dans la rivière jusqu'à la cascade. Sa maitresse blessée, Diaval se retransforme en humain et s'écrase au sol.
Après avoir vainement tenté de réveiller le roi en l'embrassant, la reine retourne dans la salle du banquet où elle est rejointe par Gerda. Elle l'informe qu'elle a touché Maléfique mais qu'elle a été sauvée par une créature qui lui ressemblait, « à elle ».
Maléfique se réveille seule au centre d'un grand lit. Sa blessure a été soignée et bandée. Entendant des voix, elles les suit. Jusqu'à tomber dans une sorte de conseil de guerre. Elle y découvre des Êtres comme elle. Une fée noire du nom de Borra prend la parole. Selon Borra, l'attaque contre Maléfique est le signe qu'il faut partir en guerre contre les humains. Conall lui répond que se serait trop dangereux. Pour Borra, la stratégie peut fonctionner si Maléfique (censée être morte pour Ulsted) participe à l'attaque. Pour démontrer ce qu'elle dit, elle provoque Maléfique qui la projette violemment. Rassurées, les fées noires s'envolent.
Conall fait visiter le repaire des fées noires à Maléfique. Il est pour la paix entre les deux mondes, mais pense qu'elle est la clef pour préserver la paix. D'autant que des fées noires, elle est la dernière représentante du Phénix.
De son côté, Aurore part à la recherche de Maléfique pour la convaincre de lever le sort du Roi, mais elle ne trouve aucune trace d'elle. Au château, elle commence à préparer le mariage, avec le soutien de la reine Ingrith. Celle-ci va dans ses appartements, tourne la tête d'un de ses mannequins, et déclenche le mécanisme d'ouverture d'un passage secret. Sur un pont suspendu par le plafond, elle traverse une grande salle d'armurerie où travaille entre autres Gerda. Dans son laboratoire, elle réclame de Nabot un état de l'avancement de ses travaux. Mais celui-ci n'a pas assez de fleurs de fée. Il apprend à la reine qu'avec elles, il peut enrichir la poudre de fer et créer une arme de destruction mortelle pour les fées. Impressionnée et satisfaite, la reine ordonne à Gerda, Percival et ses soldats de se rendre dans la Lande et de cueillir toutes les fleurs qu'ils pourront trouver.
Au même moment, Maléfique ressent l'attaque depuis le nid originel des fées noires. Elle quitte les festivités, suivie par Borra. Sur place, elles ne peuvent que constater que le champ de fleurs, faisant office de cimetière, a été saccagé par les humains. Mais voilà que des soldats en embuscade tirent sur les deux fées. Borall arrive à cet instant et prend les balles à leur place. Maléfique crée un dôme de racine pour se protéger, elle et Conall, tandis que Borra attaque les soldats.
Maléfique et Borra le ramènent à la grotte pour tenter de le sauver mais Conall succombe à ses blessures. Alors que les fées se lancent dans un chant rituel, Maléfique pose son front contre celui de Conall et entre en symbiose avec lui. À sa mort, Maléfique devient l'hôte de son esprit.
Aurore est triste de ne plus être en contact avec la femme qui l'a élevée. Elle confesse à Philippe que la vie qu'elle mène au château ne lui convient pas, qu'elle a peur de changer et qu'elle aimerait retrouver la Lande. Philippe la rassure, lui rappelant qu'il l'aime telle qu'elle est, et que désormais, il faut se concentrer sur le mariage.
Le jour du mariage, les habitants de la Lande traversent la rivière. Ils sont invités à rentrer les premiers, ce qui exaspère les humains qui ne peuvent rentrer. Ainsi, Diaval, toujours transformé en humain, se voit barrer l'accès. Soupçonneux, il décide de trouver un autre point d'accès. Alors que les habitants de la Lande sont installés dans l'église, les portes sont fermées à clefs, éveillant l'attention des trois bonnes fées.
Philippe vient retrouver Aurore dans sa chambre et lui offre une fleur de fée qui lui a été remise par sa mère. Intriguée, Aurore se rend dans les appartements de la reine. Constatant que la tête d'un mannequin est tournée, elle finit par actionner le mécanisme du passage secret. Là, la cicatrice de l'aiguille du fuseau qu'elle a à son doigt réapparaît. Traversant les couloirs, elle finit par rejoindre le laboratoire de Nabot. Elle découvre toutes les fées disparues, ainsi que le fuseau et son aiguille qui quelques années auparavant l'avait plongée dans un sommeil éternel. Comprenant toute la machination de la reine qui s'est servi de l'aiguille pour endormir le roi, elle s'énerve et déchire le tablier de travail de Nabot. Celui-ci est en réalité une fée noire aux ailes coupées par la reine. Elle entre et confirme son complot au motif qu'autrefois, le royaume de sa famille furent en difficulté et que les fées refusèrent de venir en aide aux siens. Ce qui provoqua le renversement de son père et la contraignit à se marier au roi Jean d'Ulsted, jugé faible comme son père. Aurore est alors enfermée dans sa chambre.
Gerda entre dans l'église et s'installe à l'orgue. Alors qu'elle joue, elle appuie sur une touche spéciale qui projette de la poudre de fer rouge, celle enrichie en pollen de fleur de fées, très nocif pour ces dernières. Les habitants de la Lande, constatant ses effets, se mettent à paniquer et se cachent sous les sièges. Leurs cris sont couvert par l'orgue. De sa fenêtre, Aurore cherche un moyen pour les aider. Avec ses draps, elle tisse une corde qu'elle lance depuis son balcon. Elle pousse un cri. Les gardes à sa porte entrent mais c'est un piège. Elle les enferme à clef dans sa chambre et s'enfuit. Mais cernée de tous les côtés, elle est obligée de passer par une fenêtre et finalement de se saisir de sa corde en drap qui pend dans le vide. Étant simplement accrochée à son lit, celui-ci cède, induisant un mouvement de balancier qui projette Aurore dans la chambre du roi. Là, Philippe la relève. Aurore révèle le complot de la reine.
Les fées noires se déploient en masse au château, attaquant de tous les côtés. Mais les bombes de poudre de fer ne leur laissent aucune chance.
Aurore parvient finalement aux portes de l'église mais ne réussit pas à les ouvrir. Un des arbres fées tente de défoncer la porte de l'intérieur, mais en vain. Il finit par se sacrifier lorsqu'une bombe de poudre de fer est lancée sur les trois bonnes fées. Celles-ci cherchent une solution pour sortir. N'en voyant aucune, Fleurette vole jusqu'au conduit de l'orgue qui expulse les bombes de poudre, sacrifiant à son tour sa vie.
Philippe monte sur la tour d'où la reine Ingrith dirige les opérations pour tenter de la raisonner. Lorsque celle-ci décide de le faire arrêter, Philippe saisit un cerf-volant pour s'échapper et tombe au sol avec le général Percival. À terre, le prince est menacé par Borra. Percival tire une première balle en fer dans le bras de Borra, mais rien n'y fait. Finalement, Philippe arrive par derrière avec son épée, mais refuse « d'avoir du sang de fée noire sur les mains », car il n'est pas sa mère. Borra s'envole ; Percival et Philippe commencent à ordonner aux soldats de ne plus tirer.
Alors que les gardes arrêtent Aurore et Diaval, qui l'a rejoint, celui-ci se transforme en ours : Maléfique est arrivée. Diaval fait fuir les soldats et libère les habitants de la Lande. Maléfique, elle, s'attaque aux principaux postes de défense du château, avant de retrouver la reine Ingrith sur sa tour. Aurore pense que Maléfique revient pour tuer la reine et monte tout en haut de la tour. Là, elle essaye de raisonner Maléfique qu'elle qualifie de « vrai mère ». Maléfique se calme, mais la reine Ingrith tire une flèche de poudre de fer dans le dos d'Aurore. Afin de la protéger, Maléfique s'interpose et reçoit la flèche qui la décompose en millier de particule de cendre. La reine annonce à tous la nouvelle ; Aurore pleure. Une de ses larmes entrant en contact avec les cendres, la magie s'opère et Maléfique est ressuscitée sous les traits d'un phénix noir.
La reine Ingrith, pour sauver sa peau, fait tomber Aurore du haut de la tour et s'enfuit. Le phénix vole à son secours et s'écrase dans les jardins. Malgré la puissance du choc, Aurore se relève et le Phoenix redevient Maléfique. Aurore se jette dans les bras de sa marraine, et cette dernière vérifie les sentiments de Philippe envers Aurore (qu'elle appelle désormais « ma fille » pour la première fois). Nabot ramène l'aiguille du fuseau, invitant Maléfique à définitivement briser le sortilège, ce qu'elle fait en le détruisant. La paix est proclamée entre les deux royaumes. Aurore et Philippe rappellent que c'est jour de mariage, et que les deux royaumes vont être unis. Maléfique redécore les jardins avec d'innombrable fleurs blanches. Le roi Jean, libéré du sort, apparait au balcon où s'ouvre devant lui une fleur rouge avec une petite fée à l'intérieur.
Pendant ce temps-là, la reine Ingrith est arrêtée par Borra et d'autres fées noires dans le château. Par l'intermédiaire des plantes de Maléfique, la reine est descendue jusqu'au jardin. Comme elle refuse la paix, Maléfique la transforme en chèvre.
Le mariage peut se dérouler. Diaval confirme à Philippe que Maléfique rendra à la reine Ingrith son apparence (en théorie). Le roi Jean confirme son amour et sa fierté à son fils ; son peuple l'applaudit. Aurore, demande à Maléfique de l'accompagner jusqu'au prêtre. Maléfique accepte, lui soigne ses coupures et lui confectionne une nouvelle robe blanche. Alors qu'elles s'avancent toutes les deux, Capucine et Hortense se chamaillent sur la couleur de la robe, la changeant un coup en vert, un coup en rose. Florette, transformée en fleur bleue dans un pot, change la couleur de la robe en bleu, ce qui fait l'unanimité des trois fées.
Le mariage célébré, Aurore et Philippe regardent le soleil se coucher, blottis l'un contre l'autre sur le balcon. Maléfique apparaît devant eux. Aurore invite Maléfique à rester à Ulsted, ce que décline Maléfique. Toutefois, accompagnée d'un clin d'œil, celle-ci promet de revenir pour le baptême. Aurore et Philippe, gênés, se regardent. Maléfique s'envole. Le couple s'embrasse.
Sur le rebord du balcon, Pinto offre un baiser sur la joue à la créature en forme de champignon.

## Fiche technique
Sauf indication contraire, les informations mentionnées dans cette section peuvent être confirmées par la base de données cinématographiques IMDb,  présente dans la section « Liens externes ».
- Titre original : Maleficent: Mistress of Evil
- Titre français : Maléfique : Le Pouvoir du mal
- Titre québécois : Maléfique : Maîtresse du mal[1]
- Titre de travail : Maleficent 2
- Réalisation : Joachim Rønning
- Scénario : Micah Fitzerman-Blue, Noah Harpster et Linda Woolverton, d'après certains personnages de La Belle au bois dormant lui-même basé sur le conte de Charles Perrault
- Direction artistique : Toby Britton, Gregory Fangeaux et Helen Jarvis
- Décors : Dominic Capon
- Costumes : Ellen Mirojnick
- Montage : Laura Jennings et Craig Wood
- Musique : Geoff Zanelli
- Photographie : Henry Braham
- Son : John Casali
- Production : Joe Roth, Angelina Jolie et Duncan Henderson
- Sociétés de production : Roth Films et Walt Disney Pictures
- Sociétés de distribution : Walt Disney Studios Distribution
- Budget : 185 000 000 $[2]
- Pays d’origine :  États-Unis
- Langue originale : anglais
- Durée : 118 minutes
- Format : Couleurs - 35 mm - 2,39:1 -  son Dolby Digital / Dolby Atmos
- Genre : fantasy
- Dates de sortie :
  - États-Unis : 18 octobre 2019[3]
  - France : 16 octobre 2019

## Distribution
- Angelina Jolie (VF : Françoise Cadol ; VQ : Hélène Mondoux) : Maléfique (Maleficent en VO)
- Elle Fanning (VF : Lou Lévy ; VQ : Ludivine Reding) : la princesse Aurore, reine de la Lande (Aurora, queen of the Moors en VO)
- Michelle Pfeiffer (VF : Emmanuèle Bondeville ; VQ : Élise Bertrand) : la reine Ingrith d'Ulsted (Ulstead en VO)
- Ed Skrein (VF : Marc Arnaud ; VQ : Alexandre Fortin) : Borra, une Fée Noire
- Chiwetel Ejiofor (VF : Frantz Confiac ; VQ : Fayolle Jean Jr.) : Conall, une Fée Noire
- Sam Riley (VF : Xavier Béja ; VQ : Maël Davan-Soulas) : Diaval, le corbeau de Maléfique
- Harris Dickinson (VF : Aurélien Raynal ; VQ : Xavier Dolan) : le prince Philippe d'Ulsted (Phillip en VO)
- Imelda Staunton (VF : Béatrice Delfe ; VQ : Lisette Dufour) : la fée Hortense (Knotgrass en VO)[4]
- Juno Temple (VF : Leslie Lipkins ; VQ : Kim Jalabert) : la fée Capucine (Thistletwit en VO)[5]
- Lesley Manville (VF : Régine Teyssot ; VQ : Michèle Lituac) : la fée Florette (Flittle en VO)[6]
- Robert Lindsay (VF : Pierre-François Pistorio ; VQ : Jacques Lavallée) : le roi Jean d'Ulsted (John en VO)
- Warwick Davis (VF : Michel Dodane ; VQ : Gilbert Lachance) : Nabot (Lickspittle en VO)
- Jenn Murray (VF : Zina Khakhoulia ; VQ : Célia Gouin-Arsenault) : Gerda, femme de main de la reine Ingrith
- David Gyasi (VF : Namakan Koné ; VQ : Frédérik Zacharek) : le général Percival d'Ulsted
- Judith Shekoni : Shrike, une Fée Noire de la Jungle
- Miyavi : Udo, une Fée Noire de la Tundra
- Kae Alexander : Ini, une Fée Noire du Désert
- Aline Mowat (VF : Juliette Degenne ; VQ : Danièle Panneton) : la princesse Aurore âgée  / la narratrice
- Emma Maclennon : Pinto, un hérisson humanoïde / Button (Voix et Capture de mouvement)
- John Carew : une Fée Noire guerrière de la Jungle
- Freddie Wise : un jeune paysan
Version française
  - Studio de doublage : Dubbing Brothers
  - Direction artistique : Hervé Bellon
  - Adaptation : Houria Belhadji

 Source et légende : version québécoise (VQ) sur Doublage.qc.ca version française (VF) sur AlloDoublage

## Production

### Choix des interprètes
Brenton Thwaites étant pris par le tournage de la série Titans, il n’a pas pu reprendre son rôle du prince Philippe qui a été attribué à Harris Dickinson.

## Accueil

### Critiques

#### Monde anglo-saxon
Dans le monde anglo-saxon, Maléfique : Le Pouvoir du mal reçoit de la part du site Metacritic la note de 43⁄100 pour un total de 40 critiques. L’agrégateur Rotten Tomatoes indique, quant à lui, un taux de satisfaction de 39 % et une note de 5,10⁄10 pour un total de 259 critiques. Le consensus des critiques est formulé ainsi :

« Bien qu’il soit loin d’être maudit, Maléfique : Le Pouvoir du mal soutient trop rarement son casting et ses visuels impressionnants avec suffisamment de contes magiques pour justifier son existence »

— Consensus des critiques, Rotten Tomatoes

#### France
En France, le site Allociné donne la note de 2,7⁄5, après avoir recensé et interprété 18 critiques de presse.
Pour Benjamin Benoît (Le Journal du geek), le film est jugé « un peu trop lisse ». Les effets spéciaux sont finalement assez moyens, fonctionnant dans certains cas mais pas dans d'autres. Il conclut sa critique ainsi : « Même pour les têtes blondes, Maléfique demeurera un divertissement lisse, bien moins ambigu et complexe qu’il ne veut le faire croire. Avec son script automatique et son ambiance rococo pas toujours heureuse, il manque de modernité et d’invention. Disney rend une copie un peu hors du temps, c’est la bonne et la mauvaise nouvelle ».
Pour Geoffrey Crété (Écran Large), le premier constat est que Maléfique fait figure de personnage secondaire au profit d'une Michelle Pfiefer qui remplie l'espace « en méchante reine machiavélique ». Pour le critique, « La niaiserie est partie intégrante de la machine Disney, et attendre autre chose serait absurde. Mais [le film] oscille entre les extrêmes ». Parfois trop sombre, parfois trop lumineuse, l'image est considérée plate ; une « superproduction [qui] manque de style ». Une mention spéciale est tout de même donnée au climax où « les dizaines d'explosion rouge sang dans le ciel semblent être là pour justement donner un peu de vie au programme ». Cette suite constitue un « blockbuster vraiment dispensable et sans finesse, mais pas honteux, et assez honnête avec son public. ».
Pour Sylvestre Picard (Première), « Non, décidément, Maléfique : Le Pouvoir du mal n’est pas un mauvais film, il est juste réalisé comme ça. ».

### Box-office
| Pays ou région        | Box-office        | Date d'arrêt du box-office | Nombre de semaines |
| --------------------- | ----------------- | -------------------------- | ------------------ |
| États-Unis Canada     | 113 929 605 $     | 13 février 2020            | 17                 |
| France                | 2 718 604 entrées | 24 décembre 2019           | 9                  |
| Total hors États-Unis | 377 800 484 $     | n/a                        | n/a                |
| Total mondial         | 491 730 089 $     | n/a                        | n/a                |

## Distinction

### Nomination
- Oscars 2020 : meilleurs maquillages et coiffures

### Revue de presse
- Propos d'Angelina Jolie recueillis par Henry Arnaud, « Maléfique est mon alter ego », Télécâble Sat Hebdo no 1536, Bauer Media Group, Paris, 7 octobre 2019, p. 20,  (ISSN 1280-6617)